# 상풍강역
상풍강역(上豊江驛)은 조선민주주의인민공화국 자강도 자성군에 위치한 북부내륙선의 역이다. 운봉선이 분기한다.

## 역사
- 1959년 : 만포청년 - 운봉 구간이 운봉선으로 개통.